# World Spider Catalog
World Spider Catalog (WSC) là một cơ sở dữ liệu trực tuyến về phân loại học nhện. World Spider Catalog tập trung thống kê các họ, chi và loài đã được công nhận, cũng như cho phép truy cập các tài liệu phân loại học liên quan.
WSC được Norman I. Platnick của Bảo tàng Lịch sử Tự nhiên Hoa Kỳ khởi xướng năm 2000. Sau khi Norman nghỉ hưu năm 2014, Natural History Museum of Bern đã tiếp nhận hoạt động của ông và đã chuyển đổi catalog vốn có thành cơ sở dữ liệu quan hệ. Tính đến ngày 22 tháng 11 năm 2024, có 52.487 loài được ghi nhận.
Bộ Nhện có số lượng loài nhiều thứ 7 trong số tất cả các bộ sinh vật. Sự ra đời của WSC đưa bộ Nhện trở thành đơn vị phân loại có cơ sở dữ liệu trực tuyến lớn nhất được cập nhật thường xuyên. WSC được mô tả là một "nguồn tài nguyên toàn diện" để từ đó "thúc đẩy việc nghiên cứu chuyên sâu chính xác và tăng cường hiệu suất" của ngành phân loại học nhện.